# Pheidole cataractae

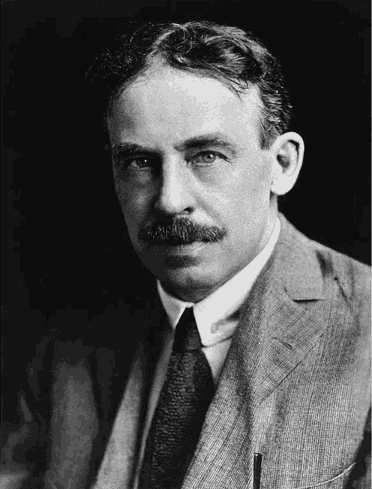
Профессор Уильям Уилер, автор первого описания вида.

Pheidole cataractae  (лат.) — вид муравьёв рода Pheidole из подсемейства Myrmicinae (Formicidae). Новый Свет.

## Распространение
Южная Америка: Бразилия, Перу.

## Описание
Мелкие земляные мирмициновые муравьи, длина около 2—3 мм, солдаты коричневого цвета (уиски и ноги светлее; характерные для рода большеголовые солдаты крупнее рабочих). Проподеум выпуклый. Затылочный край головы солдат вогнутый. Усики рабочих 12-члениковые с 3-члениковой булавой. Ширина головы крупных солдат — 0,94 мм (длина головы — 0,94 мм). Ширина головы мелких рабочих 0,42 мм, длина головы 0,50 мм, длина скапуса — 0,64 мм. Стебелёк между грудкой и брюшком состоит из двух члеников: петиолюса и постпетиолюса (последний четко отделен от брюшка). Pheidole cataractae относится к видовой группе Pheidole diligens Group и сходен с видами Pheidole calimana, но отличается шипиками заднегрудки, гладкой и блестящей головой рабочих. Вид описан в 1916 году профессором Уильямом Уилером (США), а его валидный статус был подтверждён в ходе родовой ревизии в 2003 году американским мирмекологом профессором Эдвардом Уилсоном и назван по имени места обнаружения типовой серии (Bajo Calima).